# 蟲紋歧鬚鮠
蟲紋歧鬚鮠，為輻鰭魚綱鯰形目倒立鯰科的其中一種，為熱帶淡水魚，分布於非洲尼日河流域，體長可達50公分，棲息在底中層水域，以軟體動物及昆蟲為食，生活習性不明。